# Hédé-Bazouges
Hédé-Bazouges (tiếng Breton: Hazhoù-Bazeleg, Gallo: Hédoe) là một xã của tỉnh Ille-et-Vilaine, thuộc vùng Bretagne, miền tây bắc nước Pháp.

## Dân số
Người dân ở Hédé được gọi là Hédéens.
| Năm | 1962 | 1968 | 1975 | 1982 | 1990 | 1999 | 2007 |
| --- | ---- | ---- | ---- | ---- | ---- | ---- | ---- |
| Dân số | 1560 | 1555 | 1432 | 1422 | 1500 | 1822 | 1435 |
| From the year 1962 on: No double counting—residents of multiple communes (e.g. students and military personnel) are counted only once. |      |      |      |      |      |      |      |